# Juqueri
Juqueri fue un municipio del Estado de São Paulo, apareció en la Capitanía de San Vicente en el siglo XVII como una aldea (povoado) de São Paulo dos Campos de Piratininga (actual São Paulo). En 1889, la Villa de Juquery fue emancipada de la provincia paulista de Nossa Senhora da Conceição dos Guarulhos. 
El día 24 de diciembre de 1948, fue aprobada la Ley 233, para cambiar el nombre del municipio para "Mairiporã", debido a que la gente no quería que se relacionara su ciudad con el nombre del manicomio de Franco da Rocha, Hospital Psiquiátrico del Juqueri. El nombre de Mairiporã, entre otros de origen tupí, fue sugerido por el periodista y poeta Araújo Jorge. 
- Datos: Q9016774